# Izrael
Izrael uradno Država Izrael je država na južnem Levantu na Bližnjem vzhodu v Zahodni Aziji. Na severu meji na Libanon in Sirijo, na vzhodu na Zahodni breg in Jordanijo, na jugozahodu na območje Gaze in Egipt, na zahodu pa na Sredozemsko morje. Izrael ima tudi majhen del obale Rdečega morja na svoji najjužnejši točki, ob njeni vzhodni meji pa del Mrtvega morja. Proglašeno glavno mesto države je Jeruzalem, Tel Aviv pa je največje urbano območje in gospodarsko središče države.
Izrael se nahaja v regiji, ki jo Judje poznajo pod imenom Erec Izrael, kar je sinonim za palestinsko regijo na območju Palestine, Sveto deželo in Kanaan. V antiki je tod domovala kanaanska civilizacija in zatem kraljestvi Izraela in Judeje, pozneje pa različni imperiji od rimskega do osmanskega, pod katerimi je regija večkrat spremenila demografsko sestavo. Protijudovsko razpoloženje v Evropi v 19. stoletju je spočelo sionizem, gibanje za vzpostavitev judovske domovine v Palestini, ki je pridobilo podporo Britanije; ta je po prvi svetovni vojni zasedla regijo in leta 1920 ustanovila Britanski mandat za Palestino. Vse večje priseljevanje Judov pred holokavstom in britanska kolonialna politika sta privedla do medobčinskih sporov med Judi in Arabci, ki so leta 1947 prerasli v državljansko vojno, potem ko so ZN predlagali razdelitev ozemlja med njimi.
Država Izrael je bila ustanovljena 14. maja 1948. Naslednji dan so vojske sosednjih arabskih držav vdrle na območje nekdanjega mandata in začela se je prva arabsko-izraelska vojna. S poznejšimi sporazumi o premirju je bil vzpostavljen izraelski nadzor nad 77 odstotki ozemlja nekdanjega mandata. Večina palestinskih Arabcev je bila izgnana ali pobegnila v dogodku imenovanem nakba, tisti, ki so ostali, pa so postali glavna manjšina v novi državi.  V naslednjih desetletjih se je število prebivalcev Izraela močno povečalo, saj je država sprejela pritok Judov, ki so se izselili, pobegnili ali bili izgnani iz muslimanskega sveta. Po šestdnevni vojni leta 1967 je Izrael zasedel Zahodni breg, območje Gaze, egiptovski Sinajski polotok in sirsko Golansko višavje. Izrael je na nezakonito zasedenih ozemljih v nasprotju z mednarodnim pravom ustanovil in še naprej širi naselbine ter si priključil Vzhodni Jeruzalem in Golansko višavje s potezami, ki jih mednarodna skupnost večinoma ne odobrava. Po jomkipurski vojni leta 1973 je Izrael podpisal mirovni pogodbi z Egiptom in Jordanijo in tako leta 1982 Egiptu vrnil Sinajski polotok. V zadnjih letih je normaliziral odnose z več arabskimi državami. Vendar prizadevanja za rešitev izraelsko-palestinskega konflikta, kljub vmesnima sporazumoma iz Osla, niso bila uspešna, država pa je bila vpletena v več vojn in spopadov s palestinskimi militantnimi skupinami. Ravnanje Izraela pri okupaciji palestinskih ozemelj je bilo deležno stalnih mednarodnih kritik, organizacije za človekove pravice in uradniki Združenih narodov pa so ga obtožili, da je nad Palestinci zagrešil vojne zločine in zločine proti človečnosti.
Temeljni zakoni države vzpostavljajo enodomni parlament, izvoljen po proporcionalnem sistemu, imenovan kneset, ki določa sestavo vlade na čelu s predsednikom vlade in voli predsednika s protokolarno vlogo. Je edina država na svetu z oživljenim uradnim jezikom, hebrejščino. Njegova kultura vključuje judovske elemente in elemente judovske diaspore ter arabske vplive. Izrael ima eno največjih gospodarstev na Bližnjem vzhodu in enega najvišjih BDP na prebivalca ter življenjski standard v Aziji. Je ena od tehnološko najbolj naprednih in razvitih držav na svetu, za raziskave in razvoj porabi sorazmerno več kot katerakoli druga država in po razširjenem prepričanju poseduje jedrsko orožje. Država se je leta 2010 pridružila Organizaciji za gospodarsko sodelovanje in razvoj.

## Etimologija
Pod britanskim mandatom (1920–1948) je bila celotna regija znana pod imenom Palestina. Ob ustanovitvi leta 1948 je država uradno sprejela ime Država Izrael (hebrejsko מְדִינַת יִשְׂרָאֵל,  [mediˈnat jisʁaˈʔel]; arabsko دَوْلَة إِسْرَائِيل, Dawlat Isrāʼīl, [dawlat ʔisraːˈʔiːl]) potem ko so bila druga predlagana imena, vključno z Dežela Izrael (Eretz Israel), Ever (po Eberju, bibličnemu predniku Izraelcev), Sion in Judeja, obravnavana vendar zavrnjena. Ime Izrael je predlagal David Ben-Gurion, sprejeto pa je bilo z glasovi 6–3. V prvih tednih po ustanovitvi je vlada izbrala izraz Izraelci za opredeljevanje državljanov izraelske države.
Imeni Dežela Izrael in Otroci Izraela sta se v preteklosti uporabljali za svetopisemsko Izraelsko kraljestvo oziroma za celotno judovsko ljudstvo. Ime Izrael (hebrejsko YīsrāʾēlYīsrāʾēl; grško Ἰσραήλ; v Septuaginti grško: Ἰσραήλ, Israēl, »El (Bog) vztraja/vlada«, čeprav se po Ozeju 12,4 pogosto razlaga kot »bojevanje z Bogom«) se nanaša na očaka Jakoba, ki je po hebrejski Bibliji dobil ime, potem ko se je uspešno boril z božjim angelom.

Za prvo zgodovinsko omembo besede Izrael velja napis na zmagoslavni granitni plošči faraona Merneptaha iz poznega 13. stoletja pr. n. št. Zadnji dve vrsti hieroglifov se nanašata na faraonovo zmagovito bojevanje v Kanaanu. Merneptah navaja, da je med drugim porazil Aškelon, Gezer, Janoam in Izrael. Omenjeno je, da je po vojaškem pohodu ostal Izrael opustošen in brez semen (naraščaja). Plošča je bila odkrita leta 1896 v Tebah. Nerazjasnjeno ostaja, ali se hieroglifski napis Izrael (yzyrjAr) na njej nanaša na ljudstvo ali na območje današnje države. Merneptahova plošča je danes v Egipčanskem muzeju v Kairu znana tudi kot Izraelska plošča.

## Zgodovina

### Zgodnje obdobje
Dežela Izrael predstavlja Judom sveto območje že iz bibličnih časov. Tora razodeva, da je Bog ozemlje namenil trem očakom judovskega ljudstva kot njihovo domovino. Čas razodetja je ocenjen na drugo tisočletje pred našim štetjem. V 11. stoletju pr. n. št. so bile ustanovljene prve izraelske kraljevine in države, ki so s prekinitvami vladale območju okoli tisoč let. Na območju tedanjih kraljestev se nahajajo najsvetejše judovske kulturno-zgodovinske lokacije. Po izraelskih kraljevinah in pred pričetkom islamskih osvajanj, so si ozemlje za različno dolga časovna obdobja lastili Asirci, Babilonci, Perzijci, Grki, Rimljani, Sasanidi in Bizantinci.
Številčna prisotnost Judov je pričela upadati po neuspešni vojaški ubranitvi pred Rimljani leta 132 pr. n. št. Med letoma 628 in 629 je bizantinski kralj Heraklej vodil masovni poboj Judov na območju Judeje ter zaukazal njihov izgon. V tem času je judovska skupnost dosegla najnižje število pripadnikov v zgodovini. Večji del preostale skupnosti se je preselil na območje Galileje, del pa je ostal v Judeji. V obdobju 7. stoletja sta bili na območju napisani dve izmed svetih del judovske kulture: Mišna in del Talmuda. Leta 636 n. š. so območje od Bizantincev prevzeli islamski osvajalci. Naslednjih šesto let so na območju Izraela vladali Abasidi, Omajadi in križarji, dokler dežele niso leta 1260 osvojili Mameluki iz Egipta. Leta 1516 je območje Izraela postalo del Otomanskega cesarstva vse do 20. stoletja.

### Začetni sionizem in britanski mandat
V diaspori živeči Judje so si dlje časa prizadevali za ponovno naselitev Izraela. Želja in hrepenenje sta zapisana v Bibliji in nastopata kot osrednji motiv judovskega molitvenika. V 12. stoletju so zaradi katoliških preganjanj v Evropi Judje pričeli številčneje naseljevati Sveto deželo. Število judovskih priseljencev na območje Izraela je vidno naraslo po izgonu Judov iz Španije leta 1492. V 16. stoletju so se večje skupine priseljencev pričele naseljevati v štiri sveta mesta v judovski kulturi, v 18. stoletju pa so se priseljevale predvsem skupnosti Hasidijskih Judov.
Prvi večji moderni val judovskih imigracij, znan tudi pod imenom prva alija, se je pričel leta 1881 kot posledica pogromov nad Judi v vzhodni Evropi. V tem času je Theodor Herzl pričel s  sionizmom, mednarodnih nacionalnističnim političnim gibanjem, ki si je prizadevalo za ustanovitev judovske države. Leta 1896 je objavil delo Judovska država, istega leta pa je organiziral prvi svetovni sionistični kongres. Druga alija je bila organizirana po pogromih v Kišinjevu, takrat je v Sveto deželo prispelo okoli 40.000 Judov. Tako v prvem, kot tudi v drugem valu imigracij, so bili priseljenci večinoma ortodoksni Judje, a je drugi val naselitve vključeval tudi socialistične aktiviste, ki so širom Izraela pričeli ustanavljati kibuce.
Leta 1917 je bila v Združenem kraljestvu podpisana Balfourjeva deklaracija, listina, ki je soglašala z ustanovitvijo judovske domovine. V tem času je v deželi organizirano delovalo več prostovoljnih sionističnih skupnosti. Nasprotovanja Arabcev judovskim imigrantom so vodila do nasilnih izgredov med 4. in 7. majem 1920, ko so muslimani napadli več judovskih naselbin. Ubitih je bilo 5 Judov, ranjenih 218, okoli 300 pa se jih je moralo preseliti. Pasivna reakcija in ukrepi britanskih oblasti so vodili do nastanka organizacije Hagana. Incident je spodkopal zaupanje med Judi, Arabci in Britanci.
Leta 1922 je Društvo narodov Veliki Britaniji zagotovilo nov mandat nadzora in upravljanja nad Palestino. Takrat je bila etnična sestava ozemlja mešana; večje naselbine kot so Jeruzalem, so bile večinsko judovske.
Pogromi, omejitev priseljevanja Judov v ZDA in ekonomska kriza v Evropi so vodili do tretje (1919–1923) in četrte (1924–1929) alije, ko je v Sveto deželo imigriralo okoli 100.000 Judov. Od leta 1921 so Britanci pričeli omejevati število judovskih priseljencev, ozemlje predvideno za judovsko domovino pa so preselili na levi breg reke Jordan.
Vzpon nacizma v Nemčiji je vodil do pete Alije (1929–1939), ko je na ozemlje Palestine prispelo okoli 250.000 Judov, večina od teh je bila prebežnikov iz nacistične Nemčije. V teh letih so Judje pričeli z industrializacijo Palestine, kjer je do tedaj prevladovalo kmetijstvo. Imigracije so vodile do upora s strani Arabcev, največji nemiri so potekali med letoma 1936 in 1939. Velika Britanija je v izogib konfliktom leta 1939 podpisala sporazum, s katerim je dovoljevala imigracijo 75.000 Judov v petih letih, nadaljnje imigracije pa bi lahko potekale le ob soglasju Arabcev. V prvih letih 2. svetovne vojne so se Britanci zbali nemškega prodora skozi Severno Afriko, zato so pričeli s podporo Hagane, ustanovili pa so tudi judovsko brigado, ki se je borila v Afriki in kasneje v Italiji.
Ko je med obdobjem holokavsta večina držav zavračala judovske begunce, so organizirano potekale ilegalne imigracije, s katerimi so želeli rešiti Jude pred nacisti in fašisti. Kljub prizadevanju judovskih organizacij je v tem obdobju iz Evrope uspelo zbežati relativno majhno število Judov. Kasnejša izraelska ministrica in premierka Golda Meir je v knjigi Moje življenje opisovala lastne diplomatske napore, da bi katerakoli izmed evropskih ali ameriških držav sprejela judovske begunce, katerim zaradi številčne letne kvote, ni bilo dovoljeno oditi v Palestino, četudi jim je grozila smrt. Izmed več kot stotih diplomatov, predloga ni podprl niti eden posameznik. Ob koncu 2. svetovne vojne je kljub britanski blokadi priseljevanja judovska skupnost sestavljala že 33 % izraelske populacije.

### Neodvisnost in prva leta
Po letu 1945 so se pričeli intenzivnejši konflikti med judovsko in britansko stranjo. Ti so bili pred tem zaradi maloštevilčnosti Judov in strahu pred nemškim vdorom (kot posledica morebitnega poraza Britancev na Bližnjem vzhodu) redki. Po koncu 2. svetovne vojne se je selitev Judov povečala, kar je povzročilo nezadovoljstvo arabskega prebivalstva in britanske oblasti. Britanci so izvajali široke ukrepe, ki naj bi preprečevali preveliko migracijo, tako v evropskih pristaniščih, kot tudi v vzhodnem Sredozemlju. Sistem kvot priseljevanja je ostal, večino prestreženih Judov pa so namestili v taborišču na Cipru. Kljub temu pa Britancem ni uspelo zaustaviti številnih ilegalnih migracij in tihotapljenja orožja na ozemlje Palestine. Sionistične milice Irgun, Hagana in Lehi so kljub preteklemu zavezništvu z Britanci začeli izvajati teroristične akcije proti britanskim silam in pri tem napadale policijske postaje, naftne rafinerije ter cestne in železniške povezave. Britanci so se odzvali z obsežnimi preiskavami v večjih mestih in kibucih, v katerih so aretirali več pripadnikov skrajnih judovskih skupin in zasegli večje količine orožja.
Nasilje je doseglo vrhunec v letu 1946 z bombnim napadom na sedež britanske uprave v hotelu King David v Jeruzalemu, ki ga je izvedel Irgun. V napadu je umrlo 91 ljudi, še 46 pa je bilo ranjenih. Zaradi smrti mnogih javnih uslužbencev in uničenja številnih pisarn in arhivov pa je bilo vodenje Palestine precej oteženo do konca mandata. Britanci so posledično uvedli stroge ukrepe, ki pa so postali predmet kritike ZDA. Te so celo zagrozile z zamrznitvijo kreditov, ki so reševali zaradi vojne oslabljeno Veliko Britanijo. Dodaten problem so Britancem predstavljale tudi sabotaže judovskih oboroženih skupin, ki so se infiltrirale tudi v britanske vrste in tako dobivale pravočasne informacije o načrtovanih akcijah britanskih sil. Britanske sile so se posledično umaknile v varovana območja, ki pa niso bila popolna zaščita pred napadi. Večina protiterorističnih akcij zaradi mednarodnih kritik, slabe gospodarske situacije doma in nekooperativnega prebivalstva Palestine, ni bila uspešnih. Irgun in Lehi sta v letih 1946 in 1947 preko svojih celic izvedla bombni napad na britansko ambasado v Rimu, nekaj bombnih napadov pa je bilo izvedenih tudi v Londonu, kar je Britance še dodatno demoraliziralo.
V letu 1947 je bilo v Palestini stacioniranih že približno 10% vojaških sil britanskega imperija, kar je Palestino spremenilo v policijsko državo, stroški vodenja Palestine pa so vrtoglavo narasli. Velika Britanija je že oktobra 1946 začela z načrtom prenosa palestinskega vprašanja na OZN in začela z evakuacijo nenujnega osebja iz Palestine. Kot razlog za to je navedla neuspeh v mirovnih pogajanjih med Judi in Arabci. Novonastala Organizacija združenih narodov je 29. novembra 1947 sprejela ločitveni načrt, ki je ozemlje Izraela razdelil na dve državi: eno judovsko in eno arabsko, v razmerju velikosti 56% : 44%. V izogib konfliktu glede statusa mesta Jeruzalem, je OZN kraj predvidel kot mednarodno nevtralno območje, s posebnim političnim nadzorom. Judovska stran je načrt sprejela, medtem ko je arabska stran načrt zavrnila.
1. decembra 1947 je arabski politični vrh razglasil trodnevni protest. Med tem časom so oborožene arabske tolpe napadale judovske tarče. Ko je judovska stran ob napadih pričela z obrambnimi napadi, je prišlo do državljanske vojne med Arabci in Judi. Vrhovni jeruzalemski mufti, Haj Amin al-Husseini je arabske Palestince ob tem pozval k sveti vojni: „Razglašam sveto vojno, bratje muslimani! Pobijte Jude! Vse jih pobijte!“ S tem se je v Palestini začela petmesečna palestinska državljanska vojna med Judi in lokalnim arabskim prebivalstvom, kasneje pa so se v spopade vključili tudi prostovoljci iz arabskih držav. Med tem časom se je zaradi akcij judovskih milic in pomanjkanja sredstev za uspešen odpor 250.000 Arabcev izselilo ali pa je bilo med državljansko vojno izseljenih. Britanske sile, ki so bile uradno določene za zagotavljanje reda in miru v Palestini, so spopade preprečevale le v manjši meri; večino aktivnosti so vložile v postopen umik osebja iz Palestine.
14. maja 1948, dan pred zaključkom britanskega mandata na ozemlju Izraela, je Judovska agencija razglasila neodvisnost dežele. Istega dne je bilo določeno ime dežele, ki je bilo prej zaradi nasprotujočih si predlogov nejasno. Zadnje britanske sile so Izrael zapustile 30. junija 1948.
Naslednjega dne je pet arabskih držav – Egipt, Jordanija, Sirija, Libanon in Irak – napadlo Izrael in pričelo Arabsko-Izraelsko vojno. Sudan, Jemen in Saudska Arabija so v vojno vključenim arabskim deželam poslale svoje vojaške enote. Po letu dni vojaškega bojevanja je bilo sklenjenih več sporazumov, ki so določili začasne državne meje Izraela. Zahodni breg in arabska stran Jeruzalema sta bili priključeni Jordaniji, Egipt pa je prevzel začasni nadzor nad Gazo. Ozemlje Izraela se je povečalo za tretjino. 11. maja 1949 je bil Izrael sprejet v svet Združenih narodov. Med vojno je bilo iz območja Izraela izseljenih okoli 711.000 Arabcev. Status palestinskih beguncev danes ostaja glavno jedro spora v izraelsko-palestinskem konfliktu.

V prvih letih obstoja države Izrael je dominantno vlogo v izraelski notranji politiki odigrala Delavska sionistična stranka, pod vodstvom 1. predsednika Izraela Davida Ben Guriona. V istem obdobju so sledile masovne imigracije Judov preživelih v holokavstu in v arabskih državah živečih Judov, kjer so se po ustanovitvi države pričeli vrstiti napadi na tam živeče Jude. Število prebivalcev se je iz 800.000 leta 1948, povečalo na dva milijona v letu 1958. Večina priseljencev je bila beguncev brez materialne imovine, ki so bili nastanjeni v začasnih kampih – leta 1952 je v teh živelo preko 10% prebivalcev. Potreba po rešitvi socialno-ekonomske stiske je vodila do podpisa sporazuma med Nemčijo in Izraelom. Ta je določal finančno nadomestilo za 500.000 preživelih judovskih beguncev, ki so po nacističnih razlastninjenjih ostali brez domov in materialne posesti. 
Izraelske oblasti so dodale, da finančno poplačilo za šest milijonov človeških žrtev, ne bo mogoče nikoli in v nobeni obliki. Sodelovanje med nemškimi in izraelskimi oblastmi je povzročilo množične proteste med Judi v Izraelu in po svetu. Ti so nasprotovali kakršnikoli ideji sodelovanja z Nemci ter nasprotovali nemškemu finančnemu poplačilu.
V obdobju petdesetih let dvajsetega stoletja je Izrael postal pogosta tarča palestinskih skrajnežev, ki so nasilne akcije izvajali po vzoru gverilcev. V letu 1956 se je Izrael pridružil tajni zvezi s Francijo in Veliko Britanijo, cilj pa je bil ponoven nadzor nad Sueškim prekopom. Tega so nacionalizirali Egipčani in med drugim začeli s prepovedjo plovbe izraelskih ladij skozi prekop ter s tem odrezali izraelsko pristanišče Eilat na jugu države. Pod pritiskom Sovjetske zveze in Združenih držav Amerike se je bil Izrael prisiljen umakniti s Sueškega prekopa, kar je sprostilo mednarodni plovni promet po Rdečem morju in Sueškem kanalu.
V šestdesetih letih je Izrael pod okriljem obveščevalne službe Mosad ujel nacističnega zločinca Adolfa Eichmanna, ki je odločilno sodeloval pri organizacijski izvedbi holokavsta in se je po 2. svetovni vojni skrival v Argentini. Sojenje je imelo pomemben vpliv na javno obravnavo holokavsta širom držav po svetu. Do danes Eichmann ostaja edina oseba usmrčena s strani izraelskih oblasti.

### Konflikti in mirovni procesi
Arabski nacionalisti pod vodstvom Jaserja Arafata so neprekinjeno zavračali priznanje države Izrael in pozivali k njenemu uničenju. Leta 1967 so Egipt, Sirija in Jordanija namestile številčne vojaške enote ob meji z Izraelom, izgnale mirovne sile Združenih narodov in blokirale izraelski dostop do Rdečega morja. Uradni Izrael je dejanja sosed prepoznal kot potencialno vojaško nevarnost in na njih odgovoril z vojaško opozorilno akcijo. Ta je pomenil začetek šestdnevne vojne, kjer je Izrael dosegel odločilno zmago, saj je tekom vojaške akcije zavzel Sinajski polotok, Gazo, Zahodni Breg in Golansko višavje.
Zelena linija, določena leta 1949, je postala administrativna meja med Izraelom in okupiranim ozemljem. Meje Jeruzalema so bile razširjene, po vojni so vključevale tudi vzhodni del mesta. Leta 1980 v Jeruzalemu sprejet zakon je ponovno določil predhodno mejo in pričel mednarodni spor glede statusa mesta Jeruzalem. Neuspeh združenih arabskih sil v vojaških akcijah zoper Izrael, je vodil v porast nasilnih dejanj separatističnih sil in posameznih aktivistov. Ena opaznejših je bila Palestinska osvobodilna organizacija (PLO), ki se je zavzemala za »oborožen boj, kot edini način osvoboditve ozemlja«. V 1960-ih in 1970-ih letih so palestinske oborožene skupine sprožile val napadov na izraelske tarče po svetu, vključujoč umor izraelskih tekmovalcev na olimpijskih poletnih igrah 1972 v Münchnu. Na umor 11 atletov je Izrael odgovoril z vojaško akcijo, kjer je izsledil odgovorne za napad in nanje izvršil atentat. Med letoma 1969 in 1970 je bil Izrael vpleten v vojno z Egiptom.
6. oktobra 1973, na praznik Jom Kipur, ki velja za najsvetejši dan v judovski kulturi, so egiptovske in sirijske vojaške sile presenetile z močnim oboroženim napadom na Izrael. Vojna se je zaključila 26. oktobra, ko je Izrael uspešno premagal ter porazil vojski obeh držav, a utrpel močne civilne izgube. Notranja preiskava je zavrnila možnost krivde oblasti za vojno, a nejevolja javnosti, zaradi človeških izgub, je prisilila takratno izraelsko premierko Goldo Meir v odstop.
Demokratične državne volitve v izraelski parlament (kneset) leta 1977 so pomenile poglaviten preobrat v zgodovini izraelske notranje politike, saj si je večino glasov in s tem politično oblast v državi pridobil Likud, stranka s politične desnice. Istega leta je egipčanski predsednik Anvar Sadat obiskal Izrael in spregovoril pred parlamentom, kar je pomenilo prvo priznanje države Izraela s strani katere od arabskih držav. V naslednjih dveh letih sta egiptovski predsednik in Menahem Begin, takratni izraelski premier, podpisala dogovor in mirovno pogodbo. Izrael je v sklopu dogovora umaknil svoje sile s Sinajskega polotoka in se strinjal za začetek pogajanj za avtonomijo Palestine, ki je bila ob zadnji vojni določena z mirovno črto. Slednja še ni bila izvršena.
7. junija 1981 je Izrael z bombardiranji onemogočil delovanje nuklearnih reaktorjev v Iraku. Obveščevalna agencija Mosad je pred tem prejela podatke, da naj bi Irak območje uporabljal za razvoj vojaških sredstev zoper Izrael. Leta 1982 je Izrael posegel v libanonsko državljansko vojno ter uničil vojaške baze, s katerih je palestinska osvobodilna fronta izstreljevala rakete na sever Izraela. Posredovanje je pomenilo začetek prve libanonske vojne, ki je potekala med Libanonom in Izraelom. Po tej se je Izrael umaknil z večine libanonskih območij, do leta 2000 pa je vztrajal pri obmejni varnostni coni na jugu Libanona. Leta 1987 se je pričela Prva intifada, palestinska vstaja zoper Izrael. Število nasilnih akcij je bilo v visokem porastu zlasti na okupiranih območjih. V naslednjih šestih letih je bilo ubitih več kot 1.000 ljudi, večina od teh Palestincev v medsebojnih notranjih spopadih. Med Zalivsko vojno leta 1991 je večina Palestincev s palestinsko osvobodilno fronto na čelu, podpirala režim Sadama Huseina in iraške zračne napade na Izrael.
Leta 1992 je novi izraelski premier postal levičarski politik Jicak Rabin in skupaj z Delavsko stranko promoviral mirovne procese in kompromise s sosednjimi državami. Istega leta sta predsednik Izraela Šimon Peres in predsednik palestinske fronte Mahmud Abas, v Oslu podpisala mirovni sporazum, ki je zagotavljal palestinsko politično avtonomijo v Gazi in na Zahodnem bregu. Sporazum je s strani Palestincev pomenil priznanje izraelske države in njene pravice do obstoja ter končanje terorizma. Leta 1994 sta mirovni sporazum podpisala tudi Izrael in Jordanija, s čimer je Jordanija postala druga arabska država, ki je normalizirala odnose z Izraelom.
Začetno arabsko odobravanje ob podpisu sporazuma je bilo načeto z incidentom v Hebronu, kjer je izraelski ekstremist v mošeji (nekdanji sinagogi) ubil več ljudi. Neodobravanje se je stopnjevalo s slabšanjem ekonomskih razmer v državi ter nadaljevanjem naseljevanj judovskih območij na območju Zahodnega brega in Gaze. Na drugi strani pa je izraelsko odobravanje splahnelo z nadaljevanjem palestinskih samomorilnih akcij. V teh je med letom 1992 in 1999 umrlo preko 135 judovskih civilistov. Med zapuščanjem mirovnega shoda novembra 1995 je mladi judovski ekstremist Jigal Amir streljal na Jicaka Rabina in ga ubil. Atenat je šokiral izraelsko javnost.
Konec devetdesetih let se je Izrael pod vodstvom Benjamina Netanjaha umaknil iz Hebrona. Ob tem je bil podpisan sporazum, ki je na območju dajal polno avtoriteto palestinski strani. Leta 1999 izbran premier Ehud Barak, je umaknil vojaške sile z juga Libanona in nadaljeval pogajanja s palestinsko stranjo, pod vodstvom Jaserja Arafata. Leta 2000 se je z njim sestal tedanji ameriški predsednik Bill Clinton. Izraelska stran je takrat ponudila predlog ustanovitve neodvisne palestinske države, kar pa je Arafat zavrnil. Po neuspelih pogajanjih se je pričela Druga intifada, ko se je število palestinskih samomorilnih napadov znatno povečalo.
Na izrednih volitvah leta 2001 je bil za premierja izvoljen Ariel Šaron. Ta je pričel z dokončnim enostranskim umikom izraelskih sil z območja Gaze. V istem času se je pričela gradnja varnostnega zidu med Zahodnim bregom in izraelskim teritorijem. Julija 2006 je Hezbolah pričel z obstreljevanjem in raketiranjem judovskih naseljih na severu Izraela, pri čemer sta bila ubita dva človeka. Incident je zanetil mesec dni trajajočo Drugo libanonsko vojno.
Maja 2008 je Izrael javno oznanil, da že leto dni tečejo mirovna pogajanja s Sirijo s posredništvom Turčije. Po »končanju ognja« med Izraelom in palestinsko stranjo, je Hamas julija 2008 pogajanja enostransko prekinil in pričel z raketiranjem judovskih naselij na osrednjem delu Izraela v bližini Gaze. Izrael je na napade odgovoril z ofenzivo Gaze, ki je trajala med decembrom 2008 in januarjem 2009. V pričetku januarja je Izrael napovedal obsežno akcijo na območju Gaze, kjer so uničili glavne vojaške postojanke Hamasa ter zajeli več pomembnih pripadnikov Hamasovih sil. V sledečih dneh se je Izrael pričel umikati z območja Gaze.

## Geografija
Izrael leži ob vzhodnem delu Sredozemskega morja in meji na Libanon na severu, na Jordanijo na vzhodu, Sirijo na severovzhodu in na Egipt na jugozahodu. Celotno ozemlje, vključno zasedena območja med šestdnevno vojno, meri 20.770 km². 2 % površine prekriva voda. Celotno pravno območje z Golanskim višavjem in vzhodnim Jeruzalemom, znaša 22.072 km². Skupna površina izraelskega teritorija in Zahodnega brega ter Gaze – slednja premoreta lastno samoupravo, znaša 27.799 km².
Kljub majhni površini, Izrael premore različna naravno-geografska področja. Jug države zavzema Negevska puščava, medtem ko se na severu nahajajo hribovita in gorska območja Golanskega višavja, Galieje in Karmela. Zahod države meji na sredozemsko morje; ob obali živi preko 70 % izraelske populacije. Vzhod države meji na nižinsko raven na meji z Jordanijo. Območje je del 6500 kilometrov dolge tektonske prelomnice, ki ob Mrtvem morju tvori najnižjo kopensko točko na Zemlji, več kot 400 metrov pod običajno morsko gladino. Jug dežele se zaključi z Akabskim zalivom, ki je del Rdečega morja.
V Izraelu in na Sinajskem polotoku so edinstveni erozijski krogi (hebrejsko makhteshim), ki tvorijo obsežne zemeljske kraterje. Največji med njimi, Makhtesh Ramon v Negevski puščavi, obsega 40 kilometrov dolgo in 8 kilometrov široko območje. Naravovarstveno poročilo navaja, da ima Izrael največje število rastlinskih posebnosti v svetu, neozirajoč se na velikost dežele.
Temperature v Izraelu močno nihajo, zlasti pozimi. V hribovitih in gorskih območjih so nizke temperature, izrazit veter, večkrat tudi sneg. Na tem območju je večje zimsko smučarsko središče. V Jeruzalemu v povprečju sneži vsaj enkrat med zimo. Obalni središči, Tel Aviv in Haifa, imata izrazito sredozemsko podnebje z zmerno hladnimi, deževnimi zimami in dolgimi, vročimi poletji. Najvišja temperatura v Aziji (53,7 °C) je bila izmerjena v Izraelu leta 1942, na severu jordanske nižine. Med majem in septembrom je dež redek. Ob nezadostnih količinah pitne vode je Izrael razvil več varčevalnih tehnik za izkoriščenje vode. Ena od teh je tehnika kapljičnega namakanja obdelovalnih površin. Velik del Izraelcev sončno energijo izkorišča za solarno ogrevanje bivalnih površin, s čimer je Izrael vodilen med deželami v svetu po izkoristku sončne energije na prebivalca.

## Politična ureditev
Izrael deluje v okviru parlamentarnega sistema kot demokratična republika s splošno volilno pravico. Predsednik Izraela je glavni voditelj v državi, a so njegove dolžnosti omejene in večinoma le protokolarnega značaja. Parlamentarni poslanec (navadno vodja največje stranke), ki ga podpre večina v parlamentu, je izvoljen za premierja. Premier je voditelj vlade in državnega kabineta. Izrael zastopa 120 poslancev, ki zasedajo v knesetu. Sedeži v knesetu se proporcionalno razdelijo po volitvah, kjer je za vstop stranke v parlament potreben minimum 2 % glasov.
Parlamentarne volitve se izvedejo vsaka štiri leta; toliko traja posamičen mandat. Neuspešna tvorba koalicije ali izglasovanje nezaupnice pogosto predhodno razrešita parlament, nakar so izvedene predčasne volitve. Povprečno trajanje mandata izraelskega parlamenta znaša 22 mesecev. Mirovni procesi, vloga religije v državi in politični škandali so povzročili že številne razpade koalicij in ponovne predhodne volitve. Temeljno pravo Izraela sestavlja nepisana ustava. V letu 2003 je Kneset pričel osnovati pisano in kodificirano ustavo.
Izrael ima tri-stopenjsko sodišče. Najnižja so okrajna sodišča, locirana v večini mest po državi. Nad njimi so okrožna sodišča, ki služijo kot prizivna sodišča in prvostopenjska sodišča. Nahajajo se v šestih državnih okrožjih. Tretje in najvišje sodišče predstavlja vrhovno sodišče, s sedežem v Jeruzalemu. Ima dvojno vlogo: najprej je najvišje in vrhovno sodišče države. Drugo, kot sodišče zadnje stopnje, dovoljuje posameznikom; državljanom in nedržavljanom, vlaganje prošnje oziroma ponovnih zahtev sodnih postopkov zoper državne oblasti.
Izraelski pravni sistem združuje angleško pravo, civilno pravo in judovsko pravo. Temelji na načelu stare decisis (precedens) in na adverzialnem sistemu, kjer obe strani predložita dokaze pred sodišče. Sodbo določijo profesionalni razsodniki in izvedenci in ne porota civilnih državljanov. Poroke in ločitve sodijo pod pristojnost verskih sodišč: judovskih, muslimanskih, krščanskih in za Druze. Odbori in komisije, katere predstavljajo člani Kneseta, vrhovno sodišče in člani sodišč, izberejo sodnike.
Temeljno pravo, ki se nanaša na človeško dostojanstvo in svobodo, ščiti in varuje človeške pravice in svoboščine. Glede na upoštevanje človekovih svoboščin in političnih pravic, je bil Izrael s strani mednarodne organizacije Freedom House ocenjen kot »svobodna dežela«, območja pod nadzorom palestinskih oblasti pa so bila ocenjena kot »nesvobodna«. Človekoljubne organizacije, kot je Amnesty International, pogosto kritizirajo Izrael v primeru vojnih stanj med Izraelom in sosednjimi deželami. Svoboščine omogočajo ustanovitve neodvisnih skupin, ki kritično obravnavajo morebitne kršitve demokratičnih načel. Ena od teh je B'Tselem, izraelska organizacijo za človekove pravice.

### Upravna okrožja
Izrael je razdeljen na šest glavnih upravnih območij, znanih tudi pod imenom mehozot; okrožja Center, Haifa, Jeruzalem, Sever, Jug in Tel Aviv. Ta so nadaljnje individualno razdeljena na petnajst okrajev. Skupno devetdeset okrajev se naravno deli na petdeset naravno-geografskih regij.
V statističnem smislu je država razdeljena na tri metropolitska območja; Tel Aviv in Guš Dan (3.150.000 milijona prebivalcev), Haifa (1.000.000 prebivalcev) in Beer Ševa (531.600 prebivalcev). Največje mesto v državi, tako v smislu prebivalstva kot po velikosti območja, je Jeruzalem s 732.100 prebivalci. Razteza se na 126 km². Sledijo Tel Aviv (384.6000), Haifa (267.000) in Rišon le Zion (222.3000).

### Zasedena območja
Leta 1967, med šestdnevno vojno, je Izrael prevzel nadzor nad Zahodnim bregom, vzhodnim delom Jeruzalema, Gazo in Golansko višavje. Prevzet je bil tudi začasen nadzor nad Sinajskim polotokom, ki pa je bil vrnjen Egiptu leta 1979 v sklopu mirovne pogodbe.
Med zasedbo so na vsakem od ozemelj nastale judovske naselbine, naseljene z izraelskimi prebivalci. Izrael je na območju Golanskega višavja in vzhodnega Jeruzalema uveljavil civilni zakonik, s katerim je omenjena ozemlja uradno priključil kot del države in ponudil tamkajšnjim prebivalcem (tako Judom kot ostalim) možnost pridobitve državljanstva, v kolikor so za to zaprosili. Nasprotno je Zahodni breg ostal pod vojaškim nadzorom, medtem ko so Palestinci in mednarodna skupnost na območju Gaze videli možnost nastanka neodvisne države. Organizacija združenih narodov je polnopravno priključeni območji označila za neveljavni ter jih še danes priznava kot okupirana območja.
Status vzhodnega dela mesta Jeruzalem predstavlja eno od glavnih ovir nadaljevanja mirovnih procesov med uradnim Izraelom in predstavniki palestinske oblasti. Organizacija združenih narodov je sporna območja uvrstila v varnostno resolucijo, katera od Izraela zahteva umik izraelskih sil z območij. To naj bi po sklepu omogočilo normaliziranje odnosov z arabskimi državami.
Zahodni breg je bil priključen Jordaniji leta 1948, čemur je sledila arabska zavrnitev možnosti oblikovanja dveh neodvisnih držav na območju: judovske in arabske. To priključitev je priznala le Velika Britanija, po tej pa so politični nadzor nad območjem dobile palestinske sile. Zahodni breg je Izrael okupiral leta 1967 med šestdnevno vojno. Večinsko prebivalstvo predstavljajo arabski Palestinci, kar vključuje begunce, ki so domove zapustili ali bili primorani zapustiti med vojno leta 1948. Od izraelske okupacije leta 1967 do leta 1993 so bili prebivalci pod izraelsko vojaško oblastjo. Od mirovnega dogovora leta 1993 pa je nadzor nad večino krajev na Zahodnem bregu prevzela Palestinska samouprava. Izrael od takrat ohranja le delen vojaški nadzor, ki se je v preteklosti okrepil med obdobji vojn in palestinskih nasilnih vstaj. V odgovor na povečane nasilne akcije s strani palestinskih skrajnežev zoper izraelske civiliste tekom Druge intifade se je pričel graditi varnostni zid, ki ločuje Izrael od Zahodnega brega. Ta je zgrajen delno, v prekinjenih fazah.
Območje Gaze je Egipt okupiral med letoma 1948 in 1967, med letoma 1967 in 2005 pa je nadzor nad območjem prevzel Izrael. Leta 2005 je Izrael v sklopu mirovnega dogovora z območja Gaze pričel izseljevati izraelske državljane in prazniti judovske naselbine. Umaknjene so bile tudi izraelske vojaške sile. Ohranja pa nadzor nad zračnimi in pomorskimi silami na območju Gaze ter občasno tja pošilja vojaške enote. Sporazum med Izraelom, Evropsko unijo, Egiptom in palestinskimi oblastmi je predvideval odprtje meje med Gazo in Egiptom. Izvolitev radikalne palestinske politične stranke Hamas, je uresničitev sporazuma otežila, zaradi česar je meja med Egiptom in Gazo večino časa ostala zaprta. Notranji nadzor, od prvih samostojnih volitev v Gazi, ohranja Hamas. Ta je ostale politične stranke prepovedal, zato Hamas ohranja popoln politični nadzor v tej palestinski entiteti.

### Mednarodni odnosi
Izrael ima vzpostavljene diplomatske odnose s 161 državami sveta ter ima 94 diplomatskih misij po svetu. Od držav članic Arabske lige imajo le tri normaliziran odnos z Izraelom; Egipt in Jordanija s podpisom mirovnega sporazuma leta 1979 oziroma leta 1994, ter Mavretanija, ki se je leta 1999 odločila za poln diplomatski stik. Dve ostali članici arabske lige, Maroko in Tunizija, ohranjata z Izraelom delne diplomatske stike. Ti so bili zaostreni ob začetku Druge intifade leta 2000. Od leta 2003 so vezi z Marokom okrepljene, državo pa je obiskal tudi izraelski zunanji minister.
Zaradi vojne v Gazi leta 2009, so Mavretanija, Katar, Bolivija in Venezuela zamrznile politične in ekonomske vezi z Izraelom. Po izraelskem pravu, so Libanon, Sirija, Saudova Arabija, Irak in Jemen, pojmovane kot ne-prijateljske države. Teh izraelski državljani ne morejo obiskati brez pritrditve notranjega ministrstva. Od leta 1995 je Izrael član skupine za Mediteranski dialog, katere cilj je pospeševanje sodelovanja med sedmimi državami.
Zunanji odnosi z ZDA, Turčijo, Nemčijo, Veliko Britanijo in Indijo so za Izrael politično in ekonomasko zelo pomembni. Združene države so kot prve priznale Izrael kot neodvisno državo, čemur je sledila Sovjetska zveza. Združene države na območju Bližnjega vzhoda ohranjajo najmočnejše vezi z Izraelom, zaradi »skupnih demokratičnih vrednot, verskih sorodnosti in varnostnih interesov«. Obojestranski dobri odnosi in skupni interesi so zastopani na več področjih, ZDA pa nastopajo kot posrednik v mirovnih dialogih med izraelsko in arabsko stranjo. Pogledi med državama se najbolj razhajajo v nekaterih spornih vprašanjih, med katere sodijo status Golanskega višavja, status mesta Jeruzalem in judovskih naselij na zasedenih območjih.
Izrael in Turčija sta vzpostavila polne diplomatske odnose leta 1991, že od razglasitve neodvisnosti Izraela pa je Turčija sodelovala z državo. Muslimanske države v regiji, s katerimi ima Turčija dober prijateljski odnos, so v preteklosti večkrat od Turčije zahtevale oslabitev stikov z Izraelom. Po vojni v Gazi leta 2009 so se odnosi med državama nekoliko ohladili.
Nemčija in Izrael trdno sodelujeta na znanstvenem in izobraževalnem področju, ohranjata pa tudi tesne vezi na gospodarskem in vojaškem področju. Indija je vzpostavila poln diplomatski stik z Izraelom leta 1992. Državi od takrat sodelujeta na kulturnem in vojaškem področju. Velika Britanija ohranja močne diplomatske odnose z Izraelom vse od njegove ustanovitve dalje. Leta 2007 sta Izrael dvakrat obiskala visoka predstavnika britanske vlade. Odnosi med državama so se okrepili v času mandata Tonyja Blaira, ki si je prizadeval za ureditev vprašanja razglasitve neodvisne palestinske države. Razlog za čvrstost odnosov med državama se lahko pripisuje britanskemu mandatu nad Palestino pred razglasitvijo neodvisne dežele Izrael.
Iran je z Izraelom ohranjal diplomatski stik le določen čas. Po Iranski revoluciji je Iran preklical priznanje obstoja izraelske države.

## Vojska
Izraelske obrambne sile sestavljajo tri osrednje enote: vojska, zračne sile in mornarica. Obrambne sile so bile ustanovljene leta 1948, med Arabsko-Izraelsko vojno, z združenjem dveh obrambnih sil, ki sta delovali pred razglasitvijo države. IDF je povezan z vojaškim obveščevalnim uradom, ki deluje z Mosadom. Obrambne sile so v svoji kratki zgodovini obstoja posredovale v več vojnah in konfliktih ob mejnih območjih. Število in uspešnost vojaških posredovanj izraelske obrambne sile uvršča v vrh najbolj izurjenih in uspešnih vojaških sil sveta.
Večina Izraelcev vstopi v vojsko z dopolnjenim osemnajstim letom starosti. Moški služijo tri leta, ženske pa dve leti obveznega vojaškega roka. Po odsluženem roku imajo moški status rezervista, s čimer so vsako leto primorani izpolniti nekaj tednov vojaške obveznosti. Status rezervista preneha po dopolnjenem štiridesetem letu starosti. Nasprotno je med ženskami, kjer je večina oproščena statusa rezervistke. Arabski državljani (z izjemo Druzov) in tisti, ki neprenehoma opravljajo verske študije (ortodoksni Judje), so oproščeni služenja vojaškega roka. Status ortodoksnih Judov, ki praviloma ne opravljajo vojaškega služenja, je predmet številnih polemik. Vsi tisti, ki so oproščeni služenja vojaškega roka, lahko tega nadomestijo s služenjem v bolnišnicah, šolah, dobrodelnih organizacijah in ostalih ustanovah. S tovrstnim programom imajo obrambne sile približno 168.000 aktivnih vojakov in 408.000 rezervistov.
Državne vojaške sile slonijo na visoko razvitem tehnološkem vojaškem sistemu, izdelanem v glavnem v Izraelu, nekaj orožja pa je tudi uvoženega. Najpomembnejši vojaški sponzor uvoza vojaške opreme so ZDA. Med letoma 2008 in 2017 bodo ZDA po pričakovanjih Izraelu namenile 30 milijard dolarjev vojaške pomoči. Država premore najbolj razvit vojaški sistem zračnih izstrelkov. Po jomkipurski vojni je Izrael razvil mrežo obveščevalnih satelitov, katerih namen je pridobivanje strateško pomembnih informacij. Sistem teh je eden izmed skupno sedmih uspešno delujočih na svetu. Izrael je razvil glavni bojni tank Merkavo. Vse od ustanovitve dalje, je Izrael vlagal znaten delež bruto domačega proizvoda v namen obrambe. Leta 1984 je bilo v vojaške namene zagotovljenih 24% celotnega BDP-ja, do danes pa je število padlo na 7,3 %.
V mednarodni politični javnosti se pojavljajo ugibanja, ali Izrael poseduje jedrsko orožje. Država namreč ni podpisnica Pogodbe o neširjenju jedrskega orožja. Zoper jedrske zmogljivosti ohranja lastno politiko nadzora. Po Zalivski vojni leta 1991, ko je Irak zračno napadel Izrael, je v veljavo stopil zakon, ki gospodinjstva obvezuje, da je vsaj ena izmed sob neprepustna za kemične in biološke substance.

## Gospodarstvo
Izrael velja za eno najrazvitejših azijskih držav v ekonomskem in industrijskem smislu. V zahodnem delu Azije zaseda tretje mesto po višini BDP na prebivalca (za Turčijo in Saudsko Arabijo: izvoznico nafte). Ima drugo najvišje število mladih inovativnih podjetij (takoj za ZDA). Premore tudi največje število podjetij izven Severne Amerike, ki kotirajo na ameriški borzi.
V letu 2008 je imel Izrael štirideseti najvišji BDP na globalni ravni ter dvaindvajseti najvišji BDP v razmerju na prebivalca. Skupni domači proizvod je dosegel 232,7 milijard dolarjev, kar na prebivalca v letnem razmerju znaša 33.299 dolarjev. V letu 2007 je bil Izrael povabljen v Organizacijo za gospodarsko sodelovanje in razvoj (OECD), ki podpira sodelovanje med državami, ki si prizadevajo za demokratična načela in delujejo v sklopu svobodnega trga. Nacionalna valuta, izraelski novi Šekel, je uvrščen med sedemnajst prosto konvertibilnih valut.
Ob skromnih naravnih virih je Izrael razvil močan agrikulturni in industrijski sektor. Že od začetka je zlasti kmetijska pridelava usmerjena v izrazito samooskrbno pridelavo (kibuci). Najpomembnejši uvozni izdelki v Izrael so fosilna goriva, različne surovine ter vojaška oprema. Skupni uvoz je v letu 2006 dosegel 47,8 milijard dolarjev. Glavni izvoz predstavljajo sadje, zelenjava, farmacevtski izdelki, računalniška oprema, kemikalije, vojaška tehnologija in diamanti. Skupni izvoz je leta 2006 dosegel 42,86 milijard dolarjev.
Izrael je globalno najuspešnejša država v ohranjanju voda in v uporabi geotermalne energije. Po razvijanju tehnologije, katera temelji na nizki porabi energije, po uspešnem razvijanju komunikacijskih sredstev ter software opreme ter znanosti, je Izrael primerljiv s t. i. Silicijevo dolino v Kaliforniji. Prvi Intelovi in Microsoftovi raziskovalni in razvojni centri, postavljeni izven ZDA, so bili zgrajeni v Izraelu. Podjetjema je sledilo še več drugih uglednih (Motorola, IBM, Cisco Sytems, ...), ki so v Izraelu zgradili podjetja pod lastnim okriljem. Leta 2007 je podjetje Berkshire Hathaway, ameriškega milijarderja Warrena Buffeta kupilo izraelsko podjetje Iscar v vrednosti 4 milijarde dolarjev.
Od 1970-ih dalje Izrael prejema ekonomsko podporo ZDA. V letu 2007 so ZDA odobrile posojilo v vrednosti 30 milijard dolarjev za dobo naslednjih desetih let.

### Turizem
Turizem, zlasti verski turizem, tvori pomembno vejo nacionalne industrije. Ugodne klimatske temperature, v povezavi z mediteranskimi plažami, ki so v glavnem peščene, tvorijo drug pomemben dejavnik, ki privablja turiste. Med pomembnejše motive za turistični obisk dežele sodijo še bogata arheološka središča, kulturno-zgodovinska in verska središča ter široka geografska razprostranjenost. Varnostne težave pogosto vodijo do upada števila tujih turistov, a je v zadnjih letih število turistov ponovno v porastu. V letu 2008 je Izrael obiskalo nekaj več kot tri milijone tujih turistov.

## Transport
Izrael ima 18.096 kilometrov asfaltiranih cest in 2,4 milijona registriranih osebnih vozil, kar je relativno malo, v primerjavi z ostalimi razvitimi državami.
 Na rednih avtobusnih progah vozi 5.715 avtobusov. Skupna dolžina železnic je 949 kilometrov, te pa so v lasti države.
V Izraelu se nahajata dve mednarodni letališči. Največje in najpomembnejše je Mednarodno letališče Ben Gurion, v bližini Tel Aviva. Leta 2008 je slednje štelo preko 11,5 milijona potnikov, izbrano pa je bilo za najboljše letališče na območju Bližnjega vzhoda. Drugo mednarodno letališče Ovda, opazno manjše, je na jugu v okolici Eilata. Širom države je več manjših letališč, ki služijo za notranji zračni promet. Pristanišče Haifa je najstarejše na sredozemski obali, medtem ko je pristanišče Ašdod eno redkih pristanišč z izrazito poglobljenim morskim dnom, ki je bilo zgrajeno na odprtem morju. Nekoliko manjše pristanišče Eilat je na jugu države ob Rdečem morju in služi zlasti za trgovanje z daljnim vzhodom.

## Znanost in izobraževanje
Izrael ima v povprečju najdaljše obdobje šolanja na prebivalca v regiji jugozahodne Azije. Skupaj z Japonsko zaseda drugo mesto (za Južno Korejo) v celotni azijski regiji po najdaljšem obdobju šolanja. V regiji ima Izrael najvišjo stopnjo pismenosti. Državni zakon o izobraževanju, izdan leta 1953, priznava pet tipov šol: javne sekularne, javne verske, ultra ortodoksne, arabske šole ter šole v zunanjih naselbinah. Največjo skupino tvorijo javne sekularne šole, katere obiskuje večina judovskih in ne-arabskih otrok. Večina Arabcev v Izraelu pošilja otroke v arabske šole, kjer pouk poteka v arabščini.
Izobraževanje je zakonsko obvezno med tretjim in osemnajstim letom starosti. Šolanje je razdeljeno na tri stopnje: osnovno šolanje (prvi do šesti razred), srednjo šolo (sedmi do deveti razred) ter višjo šolo (deseti do dvanajsti razred). Višja šola se zaključi z nacionalnim šolskim preizkusom (bagrut). Obvezni predmeti za preizkus so matematika, religiozni pouk, hebrejščina in literatura, angleščina, zgodovina in državljanska vzgoja. V muslimanskih in krščanskih šolah ter v šolah Druzov je religiozni pouk ustrezno prirejen. V letu 2003 je več kot polovica tistih, ki so zaključevali šolanje, opravila nacionalni preizkus.
Osem javnih izraelskih univerz je ločenih od države. Hebrejska univerza v Jeruzalemu je izraelska najstarejša in vsebuje nacionalno in univerzitetno knjižnico, ki premore največjo zbirko del, pomembnih za razumevanje judovske zgodovine, religije in družbe. Jeruzalemska univerza se redno uvršča med sto najboljših na svetu. Ostala pomembnejša univerzitetna središča so Technicon, Inštitut za znanost Weizmann, Univerza v Tel Avivu, Univerza Ball-Llan, Univerza v Haifi in Univerza Ben Gurion v Negevu. Sedem izraelskih univerz se redno uvršča med najboljše ocenjenih 500 univerz na svetu. Izrael se uvršča na prvo mesto v svetu po številu univerzitetnih diplom v razmerju na prebivalca; univerzitetno izobrazbo ima namreč preko 24 % prebivalcev. Od leta 2002 je pet Izraelcev prejelo Nobelovo nagrado. Po številu izdanih znanstvenih del (v razmerju na prebivalca) sodi Izrael na prvo mesto v svetu.
Izraelske univerze se uvrščajo med najboljših sto v svetu na področju matematike (Univerza v Tel Avivu, Technicon in Hebrejska univerza v Jeruzalemu), fizike in kemije (Univerza v Tel Avivu, Hebrejska univerza in Inštitut za znanost Weizmman), računalniške znanosti (Univerza v Tel Avivu, Hebrejska univerza, Inštitut za znanost Weizmman, Univerza Ball-Llam) in Technicon) ter ekonomije (Univerza v Tel Avivu ter Hebrejska univerza).
V letu 2009 se je Izrael uvrstil na drugo mesto v svetu na področju vesoljne znanosti. Od leta 1988 je izraelska zračna industrija razvila in zgradila preko dvanajst komercialnih in vohunskih satelitov, ki so bili poslani v vesolje iz izraelskega zračnega prostora. Izraelski sateliti so ocenjeni kot eni najbolj naprednih v svetu. V letu 2003 je Ilan Ramon postal prvi izraelski astronavt, ki je poletel v vesolje v raketoplanu Columbia.
V Izraelu je bil razvit sistem koriščenja sončne energije, izraelski inženirji pa na tem področju konstantno delujejo v korist zmanjševanja porabe energije v tovrstnih podjetjih v tujini. Več kot 90 % izraelskih gospodinjstev uporablja sončno energijo za ogrevanje vode, kar je najvišji odstotek med državami v svetu. Država na račun izkoriščanja sončne energije prihrani 8 % električne energije na leto. Uporabo in razvoj sončne energije je omogočilo ugodno podnebje s precejšnjim številom sončnih dni. V Negevski puščavi je bilo zgrajenih več raziskovalnih in razvojnih centrov na področju razvoja te energije.

## Prebivalstvo
Leta 2008 je Izrael štel 7,28 milijona prebivalcev. Uradna jezika sta hebrejščina in arabščina. Temeljni jezik je hebrejski, katerega kot maternega govori večina prebivalcev. Arabski jezik je uporabljen med arabsko manjšino in med Judi, ki so imigrirali iz arabskih dežel (arabski Judje in njihovi potomci tvorijo približno 40% državne populacije). Leta 2008 je arabska manjšina predstavljala preko 20 % prebivalstva.
Večina Izraelcev dobro govori angleščino, med televizijskimi programi v Izraelu so številni v angleškem jeziku. Večina šol zgodaj prične z učenjem angleščine; najkasneje v četrtem razredu osnovne šole. Posledica masovnih imigracij iz različnih del sveta je opazna pri raznovrstnosti govorjenih jezikov. Posledica množičnih priselitev sovjetskih Judov v devetdesetih letih dvajsetega stoletja je razširila uporabo ruščine. Več kot milijon ruskih imigrantov je povečalo prebivalstvo Izraela za 20 %. Ocenjeno je, da 300.000 prebivalcev ruskega porekla ni Judov.
Etiopski Judje, ki kot ena zadnjih množično priseljenih skupnosti tvori 120.000 prebivalcev, uporabljajo za prvi jezik zlasti amharščino. Med pogostimi tujimi jeziki so tudi francoščina (številčna judovska skupnost iz Francije), poljščina, nemščina, španščina in razni jeziki judovskih etničnih podskupin (npr. ladino in jidiš).
V zadnjem desetletju je v državi močno porastla tuja delovna sila. Začasni delavci prihajajo zlasti iz Romunije, Tajske, Kitajske in številnih afriških in južnoameriških držav. Številni imigranti so v Izraelu nastanjeni ilegalno, zato je številčna ocena težja, ocenjujejo pa, da je teh preko 200.000. Izrael je v zadnjih letih sprejel več kot 16.000 afriških imigrantov, večinoma beguncev iz Darfurja v Sudanu.
V zadnjem desetletju se je v Izrael priselilo več palestinskih homoseksualnih parov, ki jim je v konservativnem islamskem okolju grozila kazenska sankcija. Izrael je vodilna država v svetu po javni podpori istospolnih porok: te podpira preko 61 % prebivalcev. Podpore posvojitev otrok istospolnih parov podpira 60 % Izraelcev.
Emigracije iz Izraela, zlasti v Združene države Amerike in v Kanado, so ocenjene kot skromne. Kljub temu uradni organi večkrat izpostavljajo problem emigracij, saj te predstavljajo resno grožnjo prihodnosti Izraela. Zunaj države naj bi živelo med 600.000 in 750.000 Izraelcev; največ v ZDA in v Kanadi. Leta 2007 je Izrael zapustilo okoli 20.000 prebivalcev, priselilo pa se jih je okoli 14.500. Izselitev je prvič po dvajsetih letih (po ekonomski krizi v osemdesetih) presegla število priseljencev.
Leta 2009 je v naseljih na Zahodnem bregu živelo okoli 300.000 izraelskih državljanov. Večina teh živi v naseljih, ki so bila ustanovljena pred razglasitvijo neodvisnosti, največje med temi je Hebron. Okoli 18.000 Judov živi na območju Golanskega višavja. Leta 2006 je 250.000 Judov živelo na območju vzhodnega Jeruzalema. Skupno število izraelskih naseljencev na bližnjem območju je okoli 500.000 (6,5 % celotne izraelske populacije). Okoli 7800 Izraelcev je živelo na območju Gaze, dokler niso bili leta 2005 premeščeni v sklopu mirovnega načrta s Palestino.

### Religija
Izrael je bil ustanovljen kot domovina Judov z vsega sveta, zato je pogosto oklican kot Judovska država. Zakon o vrnitvi, daje pravico vsem Judom in osebam z judovskimi predniki (vsaj eden od starih staršev mora biti Jud) pridobitev izraelskega državljanstva. 75,5 odstotka izraelske populacije predstavljajo Judje različnih etničnih in verskih judovskih ločin. Okoli 68 % izraelskih Judov je rojenih v Izraelu, 22 % je imigrantov iz Evrope in iz Amerike ter 10 % iz Azije in iz Afrike (vključujoč arabski svet). Verska opredelitev izraelskih Judov je raznolika: 55 % se jih opisuje za tradicionalne Jude, 20 % za sekularne, 17 % za pravoverne Jude in 8 % za haredi Jude.
S 16 % predstavljajo muslimani največjo versko manjšino v državi. Okoli 2 % prebivalstva predstavljajo kristjani in 1,5 % Druzi. Med kristjane se štejejo tako arabski kristjani, kot mesijanski Judje. Ostale verske skupnosti, kot na primer budisti in hindujci so zastopani v številčno manjših skupnostih.
Mesto Jeruzalem nosi posebno vlogo tako v judovski, islamski, kot tudi v krščanski kulturi. Večina pomembnih kulturno-zgodovinskih točk je v starem Jeruzalemu. V judaizmu nosi največjo vlogo Zid žalovanja, v islamu je pomembna mošeja Al Aksa ali Mošeja na skali, v krščanstvu pa zlasti Bazilika Svetega groba. Preostala pomembna verska središča so zlasti na Zahodnem bregu. Pomembnejša med temi so kraj Jezusovega rojstva, Jama Patriarhov ter Jožefova grobnica.
Svetovno središče bahajske vere predstavlja bahajski center v Haifi. Duhovni vodja in začetnik religije je pokopan v Akku. Z izjemo osebja, ki vzdržuje objekt, v Izraelu ni prisotnih članov bahajske skupnosti. Center predstavlja kraj rednega romanja bahajskih vernikov.

### Jeziki
Uradna jezika Republike Izraela sta Hebrejščina in Arabščina. Kljub temu je večina uradnih napisov zapisana tudi v angleškem jeziku. Novembra 2009 so v Izraelu razpravljali, ali je lahko tujim podjetjem dovoljeno izpolnjevanje uradnih listin tudi v angleškem jeziku. Za gluhoneme osebe so uradni in bančni dokumenti dostopni v znakovnem jeziku.

## Kultura
Izraelska kulturna raznolikost izhaja iz pestre sestave prebivalstva: Judje iz vsega sveta, po prihodu v Izrael, nadaljujejo z lokalno prirejenimi kulturnimi tradicijami, ki so se skozi stoletja razvijale znotraj skupnosti. Izrael je tako postal dom domala vseh judovskih ločin in njihovih običajev. Izrael je edina dežela na svetu, ki se časovno orientira po hebrejskem koledarju. Delo in šolske počitnice potekajo v času judovskih praznikov, uradni dan tedenskega počitka pa je Šabat, kar pa ne velja za ne-Judovske prebivalce Izraela. Izraelska arabska manjšina pušča vidne sledove v izraelski kulturi na arhitekturnem, glasbenem in kulinaričnem področju.
V literaturi se praviloma uporablja moderna hebrejščina, vendar pomemben delež judovske literature izhaja tudi v jidišu in v ostalih manjših etničnih judovskih jezikih, katerih populacije govorcev je sicer močno skrčil holokavst. Del literarnih del je objavljen tudi v angleščini. Po zakonu, morata biti dve kopiji vsake izdane knjige v Izraelu shranjeni v judovski nacionalni in univerzitetni knjižnici v Jeruzalemu. Od leta 2001 zakon vsebuje dodatek, ki navaja, da morajo biti shranjeni tudi vsi javno objavljeni avdio in video posnetki ter ostala izdana gradiva. V letu 2006 je bilo 85 % gradiv izdanih in shranjenih v hebrejskem jeziku. Teden hebrejske knjige, največji izraelski knjižni sejem, poteka vsako leto v juniju.
Izraelska glasba vsebuje številne kulturne vplive; od sefardske glasbe, hasidskih melodij, grške romaniotske glasbe ter modernih zvrsti, kot sta pop in rock. Tradicionalna ljudska glasba, znana pod imenom „Pesmi dežele Izrael“, kot najpogostejšo tematiko izraža težnjo po judovski domovini. Izraelski filharmonični orkester deluje več kot sedemdeset let in letno izvede več kot dvesto koncertov. Iz Izraela prihaja tudi nekaj mednarodno priznanih glasbenikov, kot so Itzhak Perlman, Ofra Haza ter Dana International. Dežela je trikrat slavila na Pesmi Evrovizije; leta 1978, 1979 ter leta 1998. Na tekmovanju sicer Izrael sodeluje od leta 1973, festival pa je kot zmagovalna država gostil dvakrat.
Zelo obiskovana so tudi gledališča in teatri, ki nadaljujejo močno tradicijo jidiš teatrov iz vzhodne Evrope. Najstarejše gledališče deluje v Tel Avivu od leta 1918.
Izraelski muzeji tvorijo eno najpomembnejših kulturnih institucij v državi. Glede na število prebivalcev, ima Izrael najvišje število muzejev na svetu. Izraelski muzej v Jeruzalemu hrani obsežno zbirko judovskih eksponatov in predmetov evropske umetnosti. Jad Vašem, muzej holokavsta, hrani največjo zbirko dokumentov na to temo. Poleg osrednjih muzejev v večjih mestih, se priznane kulturne ustanove nahajajo tudi v kibucih.

## Šport
Šport v tradicionalni judovski kulturi ni imel pomembne vloge, kar izvira iz 3. stoletja p. n. št., ko so v deželi Izrael vladali Grki. Atletske ideale, spoštovane pri starih Grkih, so konservativnejši Judje razumeli kot vpliv tuje kulture in nezaželen vpliv helenističnih vrednot. Judje so se redko udeleževali olimpijskih iger, saj so takrat udeleženci prinašali darove grškemu bogu Herkulu. Pri Rimljanih je bil šport povezan s krutostjo in nasiljem gladiatorskih borb. Četudi je Herod po deželi gradil stadione in spodbujal tekmovanja v boksu, lokostrelstvu, tekih in v gladiatorskih veščinah, to ni bistveno spremenilo stališča do športa. Negativno mnenje o športu je med nekaterimi ultra ortodoksnimi judovskimi skupnostmi ostalo do danes.
Ne oziraje se na tradicionalna gledanja na šport je rabin, zdravnik in filozof Mojzes Maimonid že v 12. stoletju poudarjal pomen telesnih aktivnosti in ohranjanja telesne forme. Takšno stališče je dobilo nov zagon v 19. stoletju s kampanjo telesne kulture zdravnika, pisca in političnega voditelja Maxa Nordaua, soustanovitelja svetovne sionistične organizacije. V začetku 20. stoletja je glavni palestinski rabin Abraham Isaac Kook razglašal, da »telo služi duši in samo zdravo telo lahko zagotavlja zdravega duha«.
V začetku 20. stoletja je bilo v Evropi ustanovljeno makabsko gibanje. Imenuje se po svetopisemskem junaku Judi Makabejcu. Ker so atletske igre in tekmovanja pod vplivom grške kulture v Jeruzalem pripeljali njegovi nasprotniki, proti katerim se je boril, jih je ukinil takoj, ko je prevzel nadzor nad mestom. Do leta 1914 je bilo v Evropi ustanovljenih več kot sto makabskih in podobnih klubov. Največji med njimi so ustvarili nekatere najboljše državne ekipe, vključno z nogometnimi, ki so igrale v najvišjih nacionalnih ligah.
Leta 1932 so organizirali prve Makabske igre oziroma Makabijada, ki imajo svoj vzor v modernih olimpijskih igrah. Sedaj jih v Izraelu organizirajo vsaka štiri leta. Glede na število udeležencev so med petimi največjimi športnimi dogodki na svetu. Mednarodni olimpijski komite jih priznava kot regionalne igre. Na 17. Makabijadi leta 2005 je bilo več kot 7700 udeležencev iz 55 držav.
Med rekreativnimi športi je zelo priljubljeno plavanje, jogging, kolesarjenje in pohodništvo. Na peščenih plažah igrajo Matkot; igro s kratkimi lesenimi reketi in enako žogico kot pri skvošu. Igra je tako priljubljena, da ji pravijo neuradni nacionalni šport. V zadnjih letih narašča število igralcev odbojke na mivki. V hokeju na ledu, ki ga igrajo od leta 1986 imajo tisoč igralcev, prav toliko kot v bejzbolu.
Danes sta najbolj priljubljena športa nogomet in košarka. Ligat ha'Al je prva državna nogometna liga, Ligat Winner pa prva državna košarkarska liga. Košarkarski klub Maccabi Tel Aviv je petkratni zmagovalec Evrolige. Nacionalni šahovski center Beer Ševa, kjer šah učijo že v otroških vrtcih, je dom številnih šahovskih prvakov iz nekdanje Sovjetske zveze in prizorišče svetovnega ekipnega šahovskega prvenstva leta 2005. Leta 2007 je Izraelec Boris Gelfand dosegel drugo mesto na svetovnem šahovskem prvenstvu. Športniki so dosegli vidne rezultate tudi v rokometu, atletiki in drugje. Priljubljenost tenisa narašča. Tenisačica Shahar Pe'er je bila leta 2007 petnajsta na WTA lestvici. V Izraelu deluje 60 nacionalnih športnih zvez.
Število arabskih športnikov narašča. Eden najboljših izraelskih nogometašev, Abbas Suan je izraelski Arabec.
Izrael je v svetovnem vrhu na področju športne rehabilitacije. Številni športni klubi s pomočjo športa pomagajo invalidom pri aktivnem življenju. Na paraolimpijskih igrah so izraelski športniki osvojili številne medalje.
Leta 1972 je enajst izraelskih športnikov umrlo kot žrtve oboroženega napada na olimpijskih igrah v Münchnu. Doslej so izraelski olimpijci osvojili šest olimpijskih medalj na letnih olimpijskih igrah. Prvo medaljo je osvojila Jael Arad leta 1992 v judu. Leta 2004 je Gal Fridman osvojil prvo zlato medaljo v surfanju na vodi.
V bližini Netanje deluje izraelski nacionalni institut za šport s 37 vrhunskimi športnimi objekti in napravami.